# 柱形雀屏珊瑚
柱形雀屏珊瑚（学名：Pavona clavus）为蓮珊瑚科雀屏珊瑚屬下的一个种。